# Kostel svatého Prokopa (Štěnovice)
Kostel svatého Prokopa je barokní stavba nacházející se ve Štěnovicích.

## Historie
Kostel byl původně vestavěn do raně barokní sýpky v letech 1747–1753. Zaujímá západní část farního domu, východní část je obytná. Zakladatelkou kostela byla majitelka štěnovického panství Marie Terezie von Pötting (roz. Michnová z Vacínova) pro české sedláky, pro které bylo daleko do farního kostela v Liticích na německé mše.
Od rok 1753 do reforem Josefa II. byl celý dům klášterem. Dnes je filiálním kostelem římskokatolické farnosti Plzeň-Bory.